# Finale League Cup 2022
De finale van de Football League Cup 2021/22 werd gespeeld tussen Chelsea FC en Liverpool FC in het Wembley Stadium te Londen op 27 februari 2022. Liverpool FC won na een strafschoppenserie voor een negende maal in de clubgeschiedenis de League Cup, een record. Daarmee stelde Liverpool FC een ticket voor de play-offronde van de UEFA Europa Conference League 2022/23 veilig. De wedstrijd werd geleid door Stuart Attwell. Voor het eerst sinds 2015 werd de finale niet gewonnen door een club uit Manchester.

## Voorgeschiedenis
Chelsea FC stond voor een negende keer in de finale van de League Cup. In 1965, 1998, 2005, 2007 en 2015 won Chelsea FC, in 1972, 2008 en 2019 ging de finale verloren. Daarbij stond Chelsea FC vijftien keer in een FA Cup-finale, waarvan er acht gewonnen en zeven verloren werden, werd de Community Shield vier keer gewonnen en negen keer verloren en stond Chelsea FC veertien keer in een internationale finale, wat negen zeges en vijf nederlagen opleverde. Liverpool FC ging zijn dertiende League Cup-finale spelen, geen club behaalde de finale zo vaak. Liverpool FC won de finale in 1981, 1982, 1983, 1984, 1995, 2001, 2003 en 2012 en verloor de eindstrijd in 1978, 1987, 2005 en 2016. Liverpool FC won en verloor ook zeven FA Cup-finales en speelde 27 keer in de Community Shield, wat 15 zeges en 8 nederlagen opleverde. In internationale finales behaalde Liverpool FC veertien overwinningen en tien nederlagen.
190 keer eerder stonden Liverpool FC en Chelsea FC tegenover elkaar. Liverpool FC was de winnaar in 82 van die wedstrijden, Chelsea FC won 65 keer en 43 maal eindigde zo'n duel onbeslist. Eerdere confrontaties in het seizoen 2021/22 waren 1–1 en 2–2 gelijke spelen. Acht keer eerder vond een duel tussen The Blues en The Reds plaats in de League Cup. Van die wedstrijden won Chelsea FC er vier en Liverpool FC er drie. De League Cup-finale van 2005 was ook een finale, die werd na een verlenging gewonnen door Chelsea FC. Andere finales waarin deze twee teams elkaar troffen waren de UEFA Super Cup 2019 (na strafschoppen gewonnen door Liverpool FC), de Community Shield 2006 (2–1 zege Liverpool FC) en de FA Cup-finale van 2012 (2–1 winst Chelsea FC).
De trainers Thomas Tuchel en Jürgen Klopp troffen elkaar zeventien keer eerder, in de Bundesliga (FSV Mainz en Borussia Dortmund), UEFA Europa League (Borussia Dortmund en Liverpool FC), UEFA Champions League (Paris Saint-Germain en Liverpool FC) of de Premier League (Chelsea FC en Liverpool FC). Drie van die wedstrijden werden gewonnen door het team van Tuchel, negen maal zegevierde Klopp en vijf keer eindigde zo'n confrontatie onbeslist.
Chelsea FC won onderweg naar de finale na een strafschoppenserie van Aston Villa en Southampton FC, versloeg Brentford FC met 0–2 en won het tweeluik met Tottenham Hotspur met 3–0. Liverpool FC won in de zestiende finales met 0–3 van Norwich City, in de achtste finales met 0–2 van Preston North End, in de kwartfinales na een strafschoppenserie van Leicester City en in de halve finales in een tweeluik met 2–0 van Arsenal FC.

## Wedstrijd

### Verloop
Gedurende de warming-up voorafgaand aan de finale raakte Thiago geblesseerd. Hierdoor startte Naby Keïta voor Liverpool FC, evenals Caoimhín Kelleher. Bij Chelsea FC was Hakim Ziyech niet fit genoeg en zat Romelu Lukaku op de reservebank, terwijl Kai Havertz wel aan de aftrap stond. Vlak voor de aftrap was er een minuut lang applaus en werden er Oekraïense vlaggen getoond in verband met de Russische invasie van Oekraïne.
In de zesde minuut van de wedstrijd stuitte Christian Pulisic op aangeven van aanvoerder César Azpilicueta van dichtbij op Kelleher. Liverpool FC groeide in de wedstrijd en in de dertigste minuut redde Édouard Mendy op een afstandsschot van Keïta en vervolgens op een poging van Sadio Mané in de rebound. Aan het eind van de eerste helft miste Mason Mount zijn kans om Chelsea FC op voorsprong te schieten. Hij raakte vlak na de rust de paal, nadat hij na een borstaanname in een 1-op-1-situatie met Kelleher belandde. In de 64ste minuut chipte Mohamed Salah de bal over Mendy heen, maar haalde Thiago Silva de bal voor de doellijn weg. Drie minuten later eindigde bal wel in het doel van Chelsea FC door een kopbal van Joël Matip na het terug koppen van Mané uit een vrije schop van Trent Alexander-Arnold, maar werd het doelpunt door scheidsrechter Stuart Attwell op advies van de videoscheidsrechter afgekeurd wegens hinderlijk buitenspel van Virgil van Dijk. Ook een rake kopbal van Havertz bij Chelsea FC uit een voorzet van Timo Werner wegens buitenspel, ditmaal door de assistent-scheidsrechter. Na reddingen van Mendy op doelpogingen van Luis Díaz, Andrew Robertson en Van Dijk en een redding van Kelleher op een poging van de ingevallen Lukaku was een verlenging nodig om de winnaar te bepalen.
Lukaku passeerde in de achtste minuut van de extra tijd Kelleher wel, maar het doelpunt telde niet, omdat Lukaku buitenspel stond bij de pass van Trevoh Chalobah. Even later werd ook een doelpunt van Havertz afgekeurd wegens buitenspel. Enkele minuten voor het einde van de verlenging, en dus de start van de beslissende strafschoppenserie, liet Thomas Tuchel zijn doelman Mendy vervangen voor Kepa Arrizabalaga. Waar er in 120 minuten door geen van beide teams gescoord werd, scoorden alle veldspelers in de strafschoppenreeks. Ook Kelleher schoot raak, maar Arrizabalaga schoot zijn penalty over het doel. Daardoor won Liverpool FC de negende League Cup uit de clubgeschiedenis en de eerste sinds 2012.

### Gegevens
|                                              |                                                                                       |                                   |                                                                                             |                                                                       |
| 27 februari 2022 16:30 (UTC+0) 17:30 (UTC+1) | Chelsea FC                                                                            | 0 – 0 (n.v.) (0 – 0) 10 – 11 pen. | Liverpool FC                                                                                | Stadion: Wembley, Londen Toeschouwers: 85.512 Scheidsrechter: Attwell |
| 27 februari 2022 16:30 (UTC+0) 17:30 (UTC+1) | Wedstrijdverslag                                                                      |                                   |                                                                                             | Stadion: Wembley, Londen Toeschouwers: 85.512 Scheidsrechter: Attwell |
| 27 februari 2022 16:30 (UTC+0) 17:30 (UTC+1) | Strafschoppen                                                                         |                                   |                                                                                             | Stadion: Wembley, Londen Toeschouwers: 85.512 Scheidsrechter: Attwell |
| 27 februari 2022 16:30 (UTC+0) 17:30 (UTC+1) | Alonso Lukaku Havertz James Jorginho Rüdiger Kanté Werner Silva Chalobah Arrizabalaga |                                   | Milner Fabinho Van Dijk Alexander-Arnold Salah Jota Origi Robertson Elliott Konaté Kelleher | Stadion: Wembley, Londen Toeschouwers: 85.512 Scheidsrechter: Attwell |
|                                              |                                                                                       |                                   |                                                                                             |                                                                       |

| Chelsea FC | Liverpool FC |

| DM             | 16 | Édouard Mendy       | 120'     |
| CV             | 14 | Trevoh Chalobah     |          |
| CV             | 06 | Thiago Silva        |          |
| CV             | 02 | Antonio Rüdiger     |          |
| RM             | 28 | César Azpilicueta   | 57'      |
| CM             | 07 | N'Golo Kanté ( 57') | 99'      |
| CM             | 08 | Mateo Kovačić       | 90' 105' |
| LM             | 03 | Marcos Alonso       |          |
| AM             | 19 | Mason Mount         | 74'      |
| AM             | 10 | Christian Pulisic   | 74'      |
| SP             | 29 | Kai Havertz         | 107'     |
| Wisselspelers: |    |                     |          |
| DM             | 01 | Kepa Arrizabalaga   | 120'     |
| VD             | 24 | Reece James         | 57'      |
| VD             | 31 | Malang Sarr         |          |
| MV             | 05 | Jorginho ( 105')    | 105'     |
| MV             | 12 | Ruben Loftus-Cheek  |          |
| MV             | 17 | Saúl Ñíguez         |          |
| AV             | 9  | Romelu Lukaku       | 74'      |
| AV             | 11 | Timo Werner         | 74'      |
| AV             | 20 | Callum Hudson-Odoi  |          |
| Coach:         |    |                     |          |
| Thomas Tuchel  |    |                     |          |

| DM             | 62 | Caoimhín Kelleher       |       |
| RA             | 66 | Trent Alexander-Arnold  | 45+2' |
| CV             | 32 | Joël Matip              | 90+1' |
| CV             | 04 | Virgil van Dijk         |       |
| LA             | 26 | Andrew Robertson        |       |
| CM             | 14 | Jordan Henderson        | 80'   |
| CM             | 03 | Fabinho                 |       |
| CM             | 08 | Naby Keïta              | 80'   |
| RB             | 11 | Mohamed Salah           |       |
| SP             | 10 | Sadio Mané              | 80'   |
| RB             | 23 | Luis Díaz               | 97'   |
| Wisselspelers: |    |                         |       |
| DM             | 01 | Alisson Becker          |       |
| VD             | 05 | Ibrahima Konaté         | 91'   |
| VD             | 21 | Konstantinos Tsimikas   |       |
| MV             | 07 | James Milner            | 80'   |
| MV             | 15 | Alex Oxlade-Chamberlain |       |
| MV             | 67 | Harvey Elliott          | 80'   |
| AV             | 18 | Takumi Minamino         |       |
| MV             | 20 | Diogo Jota              | 80'   |
| AV             | 27 | Divock Origi            | 97'   |
| Coach:         |    |                         |       |
| Jürgen Klopp   |    |                         |       |

Man van de wedstrijd (Alan Hardaker Trophy):
 Virgil van Dijk

### Statistieken
|                        | Chelsea FC | Liverpool FC |
| ---------------------- | ---------- | ------------ |
| Doelpunten             | 0          | 0            |
| Gele kaarten           | 3          | 1            |
| Rode kaarten           | 0          | 0            |
| Wissels                | 5          | 5            |
| Schoten op doel        | 4          | 6            |
| Schoten naast doel     | 11         | 20           |
| Overtredingen          | 14         | 10           |
| Hoekschoppen           | 2          | 11           |
| Buitenspel             | 1          | 3            |
| Geslaagde passes       | 537        | 330          |
| Passnauwkeurigheid (%) | 87         | 82           |
| Balbezit (%)           | 45         | 55           |
| Gelopen afstand (km)   | 110,5      | 111,6        |